# Mirjam Krieg
Mirjam Krieg (Amsterdam, 1933), ook wel Miriam of Myriam, is een in Nederland wonende en werkende sopraan.

## Biografie
Krieg groeide op in Amsterdam, eerst in de Molenbeekstraat in de Rivierenbuurt. In mei 1943 moest het gezin verhuizen naar een etagewoning aan het Afrikanerplein in de Transvaalbuurt.
Als slachtoffer van het nazi-regime overleefde Krieg een verblijf in concentratiekamp Bergen Belsen, waar ze met haar ouders en zusje terechtkwam via Kamp Westerbork. Zij hield in het kamp een dagboek bij van haar belevenissen. Aan het eind van de oorlog zat zij met haar ouders en zusje in het 'verloren transport', dat bij Tröbitz door de Russen werd bevrijd. In Tröbitz zorgden Miriam en haar zus gedurende een maand voor hun ouders, die doodziek waren door het verblijf in Bergen-Belsen en in de trein. Zij leefden van eten uit weckflessen met fruit en groenten in leegstaande huizen. In juli 1945 kwamen zij weer terug in Amsterdam. Het gezin kon niet meer in hun woning terugkomen en ging inwonen bij familie in de Pijp.
In 1948 zat Krieg bij het kindercabaret van Regina Zwart en was zij een keer te horen op de wereldomroep.
Miriam doorliep de ulo en praatte niet meer over het oorlogsverleden. Vervolgens ging ze naar het conservatorium.

## Zangcarrière
Miriam Krieg debuteerde in 1958 op de radio toen zij als soliste Danse des Devadasis van Florent Schmitt ten gehore bracht met het Omroep Orkest onder leiding van C.L. Walther Boer. In deze periode trad zij o.a. ook op in de Kleine Zaal van het Concertgebouw Amsterdam.
Zij was lid van het Groot Omroepkoor en trad soms op als soliste, bijvoorbeeld in 1967 in Les Noces van Stravinsky met het Radio Filharmonisch Orkest onder Jean Fournet en in 1969 in de Petite Messe Solennelle van Rossini met dirigent Anton de Beer.
Mirjam en haar vader Hans Krieg traden vaak op met voordrachten en zanguitvoeringen over de geschiedenis van de Joodse muziek. In 1960 nam ze onder andere het lied Waar bleven de joden van ons Amsterdam? op dat haar vader in 1947 componeerde. Ook nam zij in 1980 voor de VARA-radio met pianist Cor de Groot onder meer zes Duitstalige liederen van haar vader op.

## Persoonlijk
Krieg is de dochter van Hans Krieg en Regina Sternlieb. Mirjam Krieg kreeg twee zonen.